# Премія НАН України імені Ф. І. Шміта
Премія НАН України імені Федора Івановича Шміта — премія, встановлена НАН України за видатні наукові роботи в галузі мистецтвознавства і культурології.
Премію засновано 2007 року та названо на честь видатного українського мистецтвознавця, академіка АН УРСР Федора Івановича Шміта.
Премію імені Ф. І. Шміта присуджує Відділення літератури, мови та мистецтвознавства НАН України щотри роки.
Перша премія імені Ф. І. Шміта була присуджена за підсумками конкурсу 2009 р. 24 лютого 2010 року.

## Лауреати премії
| Рік  | Премійовані роботи | Лауреати                       | Коротко про лауреата |
| ---- | --- | ------------------------------ | --- |
| 2009 | праця «Українські народні жіночі прикраси XIX — початку ХХ століть»                                                      | Врочинська Ганна Володимирівна | кандидат мистецтвознавства, заступник директора Інституту народознавства НАН України                                                                           |
| 2012 | праця «Декор української народної кераміки XVI — першої половини XX століть»                                             | Івашків Галина Михайлівна      | кандидат мистецтвознавства, науковий співробітник Інституту народознавства НАН України                                                                         |
| 2015 | праця «Олександр Кошиць. Мистецька діяльність у контексті музики XX ст.»                                                 | Пархоменко Лю Олександрівна    | доктор мистецтвознавства, провідний науковий співробітник відділу музикознавства Інституту мистецтвознавства, фольклористики та етнології ім. М. Т. Рильського |
| 2015 | праця «Олександр Кошиць. Мистецька діяльність у контексті музики XX ст.»                                                 | Калуцка Наталія Борисівна      | кандидат мистецтвознавства |
| 2018 | праця «Ікони святого Миколи в український малярстві кінця XIV—XVI століть: ґенеза, особливості іконографії та семантики» | Бурковська Любов Володимирівна | кандидат мистецтвознавства, науковий співробітник Інституту мистецтвознавства, фольклористики та етнології ім. М. Т. Рильського НАН України                    |
| 2021 | праця «Художнє дерево у церквах (за матеріалами західних областей України)»                                              | Болюк Олег Миколайович         | кандидат мистецтвознавства, науковий співробітник Інституту народознавства НАН України                                                                         |